# Поп-тартс
«Поп-тартс» (англ. Pop-Tarts) — название печенья, наиболее популярный бренд компании Kellogg. Представляет собой два слоя запечённого теста, между которыми находится сладкая начинка. Некоторые виды «Поп-тартс» глазированы сверху. Несмотря на то, что печенье продаётся уже пригодным для употребления в пищу, рекомендуется подогревать его в тостере. Продаётся в картонных коробках по 4-8 фольгированных полиэтиленовых упаковок в каждой. 
Среди популярных вкусов печенья «Поп-тартс» — вкус шоколада, яблока, замороженной голубики, клубники, вишни и др.
В США ежегодно продаются миллионы пачек этого печенья. Распространяется преимущественно в США, а также в Канаде, Великобритании и Ирландии. Поставки в Австралию были прекращены в 2005 году, и сейчас «Поп-тартс» встречается там только на полках магазинов импортных продуктов.

## История
Post Cereals — производитель пищевых продуктов — с самого начала адаптировал процесс производства своего печенья так, что оно стало упаковываться в фольгу для сохранения свежести (такая технология ранее применялась для производства собачьего корма). В 1963 году в СМИ был анонсирован его новый продукт под названием «Country Squares» («Деревенские квадратики»), предназначенный для увеличения разнообразия холодных завтраков.

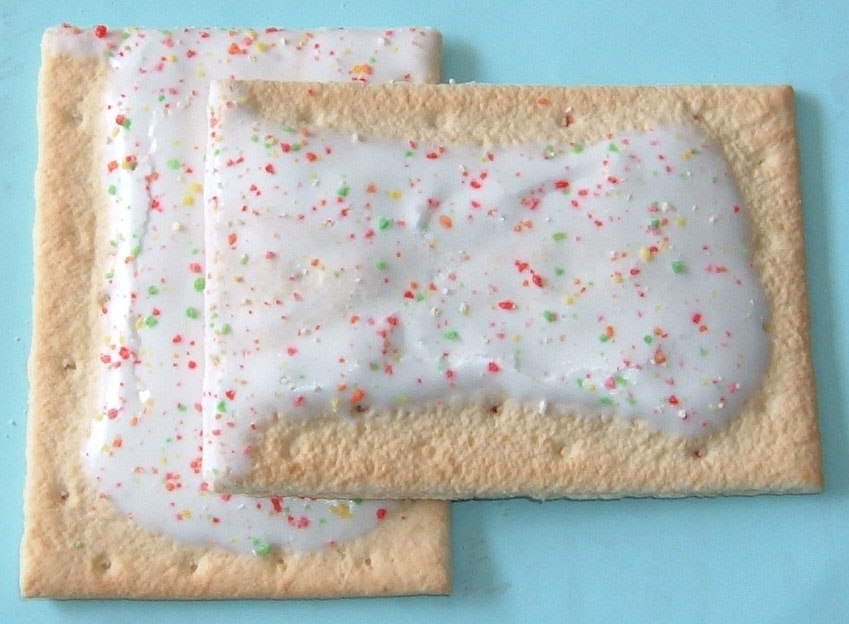
Глазированное печенье «Поп-тартс» с клубничным вкусом

Из-за того, что продукт «Country Squares» был анонсирован задолго до готовности массового его производства, крупнейший конкурент Post Cereals, компания Kellogg, была готова наладить производство аналогичного продукта в течение 6 месяцев. Название было дано в честь Тайлара Леппа (Tilar Lepp), довольно известного человека в то время. Продукт стал настолько популярным, что Kellogg не могла угнаться за спросом.
Оригинальное (неглазированное) печенье «Поп-тартс» впервые поступило в продажу в 1964. Позже установили, что глазурь можно подогревать в тостере, и первое глазированное печенье «Поп-тартс» было официально выпущено в 1967 году. Первое печенье выходило с четырьмя вкусами: со вкусом клубники, черники, коричного сахара и смородины. На сегодняшний день существует огромное количество вкусов печенья «Поп-тартс», включая шоколадный, малиновый, клубничный, черничный и многие другие.
В 1992 году Томас Нэнджел (Thomas Nangle) подал в суд на компанию Kellogg из-за того, что кусочек печенья «Поп-тартс» застрял в тостере и вызвал его возгорание. Этот случай получил широкую огласку после того, как юмористический обозреватель Дэйв Берри (Dave Barry) написал статью о возгорании своего тостера при подогревании «Поп-тартс». В 1994 году профессор Техасского университета агрокультуры и машиностроения Джосеф Дельгадо (Joseph Delgado) продемонстрировал опыт, показывающий, что клубничное печенье «Поп-тартс», надолго оставленное в тостере, может вызывать сильное возгорание. Это породило целый шквал судебных исков. С тех пор печенье «Поп-тартс» содержало предупреждение: «Из-за возможного риска возгорания, не оставляйте тостер или микроволновую печь без внимания» («Due to possible risk of fire, never leave your toasting appliance or microwave unattended»).
В начале 1990-х, с довольно сильной рекламной кампанией, началась продажа «Поп-тартс» в Великобритании, хотя они не смогли повторить свой успех в США.

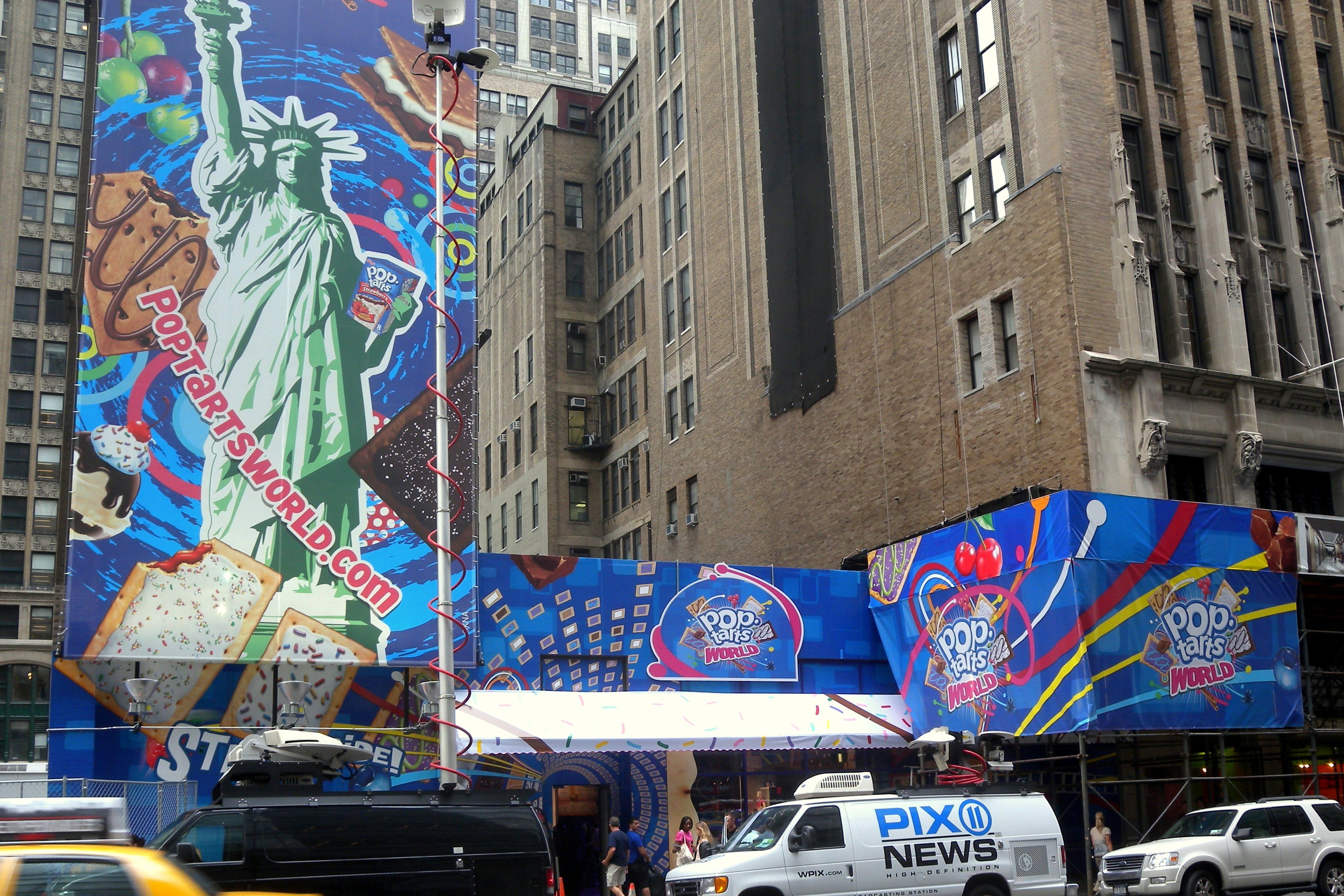
«Мир „Поп-тартс“», Нью-Йорк (США)

В 2001 году американские военные перебросили 2,4 миллиона пачек печенья «Поп-тартс» в Афганистан в ходе войны.
В 2004 году производитель «Поп-тартс» начал новую рекламную кампанию под названием «Crazy Good». В рекламе использовалась squiggly-анимация, сюрреалистический юмор и приём нелогичного заключения. Реклама в целом была выполнена в духе работ аниматора Дона Гертцфельдта (Don Hertzfeldt). В частности, один из героев рекламы напоминает Билли (Billy) из работы Гертцфельдта Billy’s Balloon. Однако, сам Гертцфельдт не принимал никакого участия, и в 2006 году рассматривал возможность судебного иска за кражу его работы.
В 2006 году, компанией Kellogg было начато производство печенья, известного под названием «Гоу-тартс» (Go-Tarts). Они были тоньше, длиннее и имели каждое свою собственную упаковку. Кроме того, считалось, что их гораздо удобнее употреблять «на ходу». «Гоу-тартс» были сняты с производства в 2008 году.
В 2010 году в Нью-Йорке на некоторое время открывался магазин «Мир „Поп-тартс“». Он был закрыт 31 декабря 2010 года.

## Реклама
Промышленными ассоциациями был поднят вопрос о рекламе печенья «Поп-тартс».
В 2003 фонд Produce for Better Health Foundation и United Fresh Fruit and Vegetable Association передали рабочей группе по ожирению Food and Drug Administration следующее:

Усилия, направленные на извлечение прибыли из потребительского спроса на более здоровые продукты, привели к введению отличительного знака для продуктов, которые содержат относительно небольшое количество фруктов и овощей и (или) содержат их как часть продукта с большим количеством жиров, натрия или рафинированных углеводов. Такие продукты, как фруктовые напитки, популярные печёные изделия (на английском созвучно «Поп-тартс». — Примечание переводчика) и изделия из злаков с большим содержанием сахара, зачастую имеют невероятно большу́ю энергетическую ценность и низкое содержание питательных веществ. Food and Drug Administration и FTC следует выработать более строгие стандарты для популяризации продуктов на основе овощей и фруктов, сохраняющих качества фруктов и овощей как здоровых продуктов, и сделать разумный вклад в разработку рекомендуемых ежедневных норм потребления фруктов и овощей.Оригинальный текст (англ.)Efforts to capitalize on consumer demand for healthier foods has led to the on and off label promotion of products that contain relatively small amounts of fruits and vegetables and/or contain them as part of a product with unhealthy amounts of fat, sodium, or refined carbohydrates. These products, such as fruit drinks, pop tarts[sic], and highly sugared cereals, are more often energy dense than nutrient dense.  FDA, working with the FTC, should strengthen its guidelines to prevent the promotion of products based on their fruit and vegetable content unless these products maintain the integrity of fruits and vegetables as healthy foods, and make a reasonable contribution to the recommended daily intake for fruits and vegetables.

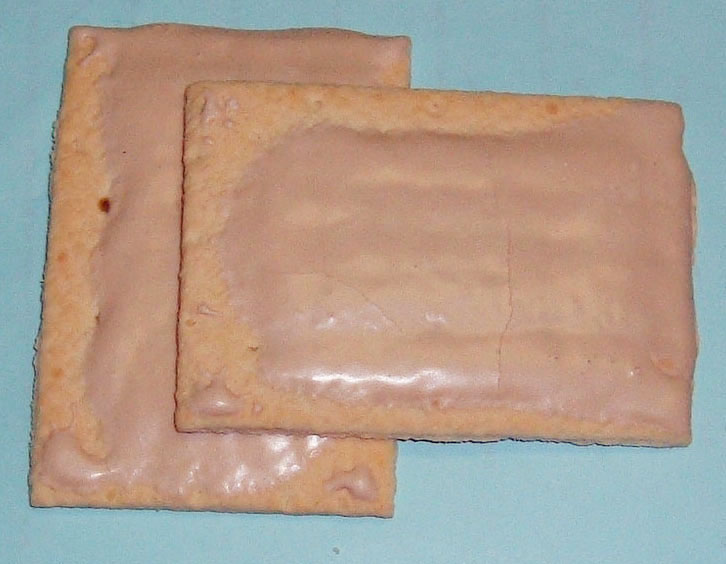
«Поп-тартс» с коричным сахаром

В 2006 году организация Children’s Advertising Review Unit (CARU), входящая в Better Business Bureau, из-за жалоб клиентов «рекомендовала Kellogg изменить упаковку и убрать фразу „Содержит кусочки натуральных фруктов“». Kellogg согласилась выполнить рекомендации и соответствующим образом изменила дизайн упаковки «Поп-тартс»; в CARU их убедили, что «претензии не просочатся в телевизионную или печатную рекламу», и им было предложено «принять участие в процессе саморегулирования CARU», а также «сосредоточиться на направленной рекламе CARU» как потенциальном источнике доходов компании Kellogg с его «будущего ребёнка — направленной рекламы». Это решение впоследствии было отменено, и на упаковках «Поп-тартс» снова появились надписи «Содержит кусочки натуральных фруктов».
По кабельному телевидению в школах транслировалась реклама «Поп-тартс» в качестве примера медиа-грамотности программ для детей. Взрослых просили смотреть рекламу «Поп-тартс» со своими детьми или учениками и «обращать внимание, сколько содержится информации о продукте и сколько — о повседневной жизни или об отношениях между людьми».

## Вкусы
Печенье «Поп-тартс» имеет множество различных вкусов.
| - Арахисовое масло и желе (Peanut Butter and Jelly) - Яблочный штрудель (Apple Strudel) - Замороженная черника (Frosted Blueberry) - Замороженный коричневый сахар с корицей (Frosted Brown Sugar Cinnamon) - Замороженная вишня (Frosted Cherry) - Шоколадная стружка (Chocolate Chip) - Шоколад с дольками банана (Chocolate Banana Split) - Шоколад с крошёным печеньем (Chocolate Chip Cookie Dough) - Замороженная шоколадная помадка (Frosted Chocolate Fudge) - Рулет с корицей (Cinnamon Roll) - Замороженный дикий арбуз (Frosted Wild Watermelon) - Замороженная дикая ягода (Frosted Wild Berry) - Замороженное печенье со сливками (Frosted Cookies & Cream) - Имбирный хлеб (Ginger Bread) - Тропический взрыв (Wild Tropical Blast) - Горячая помадка Санда (Hot Fudge Sundae) - Замороженная малина (Frosted Raspberry) - S’Mores - Замороженная клубника (Frosted Strawberry) - Замороженный молочный коктейль с клубникой (Frosted Strawberry Milkshake) - Молочный коктейль с ванилью (Vanilla Milkshake) - Слоёное мороженое (Ice Creme Sandwich) - Оладьи с черникой (Blueberry Muffin) - Дикий виноград (Wild Grape) - Орео (Oreo) - Черника (Blueberry) - Клубника (Strawberry) - Коричный сахар (Brown Sugar Cinnamon) - Полярный холод (Icy Cold Polar) - Дикая ягода (Wild Berry) - Яблоко (Apple) - Шоколад и ваниль (Chocolate Vanilla) - Клубника и черника (Strawberry Blueberry) - Шоколад и клубника (Chocolate Strawberry) - Кленовый сахар (Maple Brown Sugar) - Клубничный лимонад (Strawberry Lemonade) - Дульче де лече (Dulce de Leche, с 2008 по настоящее время) - Гуава манго (Guava Mango, с 2008 по настоящее время) - Шоколад с кусочками банана (Chocolate Banana Split, с 2009 по настоящее время) - Взбитые сливки с апельсином (Orange Cream, с 2000 по настоящее время) - Оладьи с черникой (Blueberry Muffin, с 2009 по настоящее время) - Тыквенный пирог (Pumpkin Pie, осень 2010) - Имбирный хлеб (Gingerbread, каждое Рождество) - Фуфуберри (FooFoo Berry) | - Knock Knock Jokes Frosted Berry Who? - Барби Спарклберри (Barbie Sparkleberry) - Барби Вайлдберри (Barbie Wildberry) - Hot Wheels Cinna-Match 1 Brown Sugar Cinnamon - Голубая малина (American Idol Blue Raspberry) - Коричный сахар «Индиана Джонса» (Indiana Jones Brown Sugar Cinnamon) - Замороженный коричный сахар «НФЛ» (NFL Frosted Brown Sugar Cinnamon) - Пи́кшенери (Pictionary) - Никс фэймели лафии-таффи (Nix Family Laffy Taffy Flavors) - Коричный сахар «Наскар» (Nascar Brown Sugar Cinnamon) - Клубника (Strawberry) - Коричный сахар (Brown Sugar Cinnamon) - Шоколадная крошка (Chocolate Fudge) - Черника (Blueberry) - Дикая ягода (Wild Berry, замороженная) - Вишнёвый рик-пип (Cherry Berry Rick Pip) - Цельное зерно (Whole Grain) - Фуфуберри (ограниченная серия) - Со вкусом шоколада (Chocotastic) - Клубничная сенсация (Strawberry Sensation) Множество видов печенья более не производится. - Голландское яблоко (Dutch Apple) - Шоколадно-ванильный крем (Chocolate Vanilla Creme) - Блинчики с черничным вареньем (Pancake Syrup blueberry, в Германии) - Французские тосты (French Toast) - Дикий тропический взрыв (Wild Tropical Blast) - Замороженный карамельный шоколад (Frosted Caramel Chocolate) - Замороженная двойная ягода (Frosted Double Berry) - Шоколадная стружка с мятой (Mint Chocolate Chip) - Замороженная шоколадная помадка (Low Fat Frosted Chocolate Fudge, с низким содержанием жира) - Пина колада (Piña Colada) - Диснеевская принцесса Джевелберри (Disney Princess Jewelberry) - Хеллоу-китти мяу-ника (Hello Kitty Meowberry) - Ваниль (Vanilla) - Безумный волшебный луч (Wild Magic Burst) - Вишня (Unfrosted Cherry, незамороженная) - Яблоко и корица (Apple Cinnamon) - Клубничный датский сыр (Strawberry Cheese Danish) - Шоколадный крекер Грэхем (Chocolate Graham Cracker) |

## Отзывы продукции
Печенье «Поп-тартс» не единожды становилось объектом отзыва по причине неправильной маркировки продукции, что могло привести к серьёзным аллергическим реакциям у некоторых потребителей:
- 4 августа 1995 года[18]
- 6 декабря 2002 года: компания-производитель не указала на упаковке, что в продукте содержится коричневый сахар[19]
- 14 декабря 2006 года: компания-производитель не указала, что продукт содержит молоко[20]